# Juana Arrendel
Juana Rosario Arrendel (født 16. juni 1978) er en dominikansk højdespringer. Arrendel vandt oprindeligt de Panamerikanske lege i Winnipeg i 1999, men mistede sejren efter at være blevet testet positiv for stanozolol. I 2006 blev hun den sjette kvinde der vandt de mellemamerikanske- og caribiske lege tre i træk. De andre er Miguelina Cobián, Carmen Romero, Bárbara Hechevarría, María Caridad Colón og Letitia Vriesde.
Arrendels personlige rekord i højdespring er 1.97 meter, under de mellemamerikanske- og caribiske lege i 2002 i San Salvador, hvilket også er den nationale rekord i Den Dominikanske Republik.

## Karriere
| År   | Konkurrence                            | Sted                                     | Resultat | Andet      |
| ---- | -------------------------------------- | ---------------------------------------- | -------- | ---------- |
| 1998 | De Mellemamerikanske og Caribiske lege | Maracaibo, Venezuela                     | 1. plads | 1.90 meter |
|      | Verdenscupen i atletik                 | Johannesburg, Sydafrika                  | 8. plads |            |
| 2002 | De Mellemamerikanske og Caribiske lege | San Salvador, El Salvador                | 1. plads | 1.97 meter |
| 2003 | VM                                     | Paris, Frankrig                          | 8. plads | 1.95 meter |
| 2003 | Panamerikanske lege                    | Santo Domingo, Den dominikanske republik | 1. plads |            |
| 2006 | De Mellemamerikanske og Caribiske lege | Cartagena de Indias, Colombia            | 1. plads | 1.93 meter |
| 2007 | Panamerikanske lege                    | Rio de Janeiro, Brasilien                | 6. plads |            |